# Estación José Néstor Lencinas
José Néstor Lencinas es una estación ferroviaria ubicada en la localidad de Las Catitas, Departamento Santa Rosa, Provincia de Mendoza, República Argentina.

## Servicios
No presta servicios de pasajeros. Por sus vías corren trenes de carga de la empresa estatal Trenes Argentinos Cargas.
Desde aquí se desprende un ramal hacia Monte Comán que se encuentra sin servicio.

## Historia
En el año 1883 fue inaugurada la estación, por parte del Ferrocarril Andino.